# Jawiszów
Jawiszów (Duits: Klein Hennersdorf) is een dorp in de Poolse woiwodschap Neder-Silezië. De plaats maakt deel uit van de gemeente Kamienna Góra.